# Александър Маслов
Александър Маслов е бивш руски футболист. Голамайстор на РФПЛ за 1996 година. Голмайстор на ФК Ростов в шампионата на Русия с 90 гола.

## Кариера
Започва кариерата си в местния Динамо. През 1991 преминава в отбора от 1 дивизия Нарт Черкаск. След като прави много силни сезони, той преминава в Динамо Ставропол от висшата дивизия. Вкарва 6 гола за „динамовци“. През 1993 преминава в Ростселмаш, но отборът изпада и започва новият сезон в 1 лига. Там Александър вкарва цели 32 попадения и помага на отбора да се върне във Висшата дивизия. През 1996 Маслов вкарва 23 попадения и става голмайстор на първенството. През август 1997 преминава в испанския Албасете, но там остава само половин сезон, в който вкарва 1 гол. В началото на 1999 подписва с Ксамакс. Също така прави и много силни сезони в Сион и Винтертур. В 2002 Маслов се връща във ФК Ростов, където вече е легенда. През 2004 се провежда прощалният му мач, след което постъпва на треньорска работа в клуба.